# Мошорине
Мошо́рине (від слсрб. Мошорін) — село в Україні, у Суботцівській сільській громаді Кіровоградської області. Населення становить 1600 осіб.

## Історія
Село було засноване сербськими переселенцями у сeредині XVIII століття , та назване ймовірно на честь сербського села Мошорин , звідки переселенці могли походити.

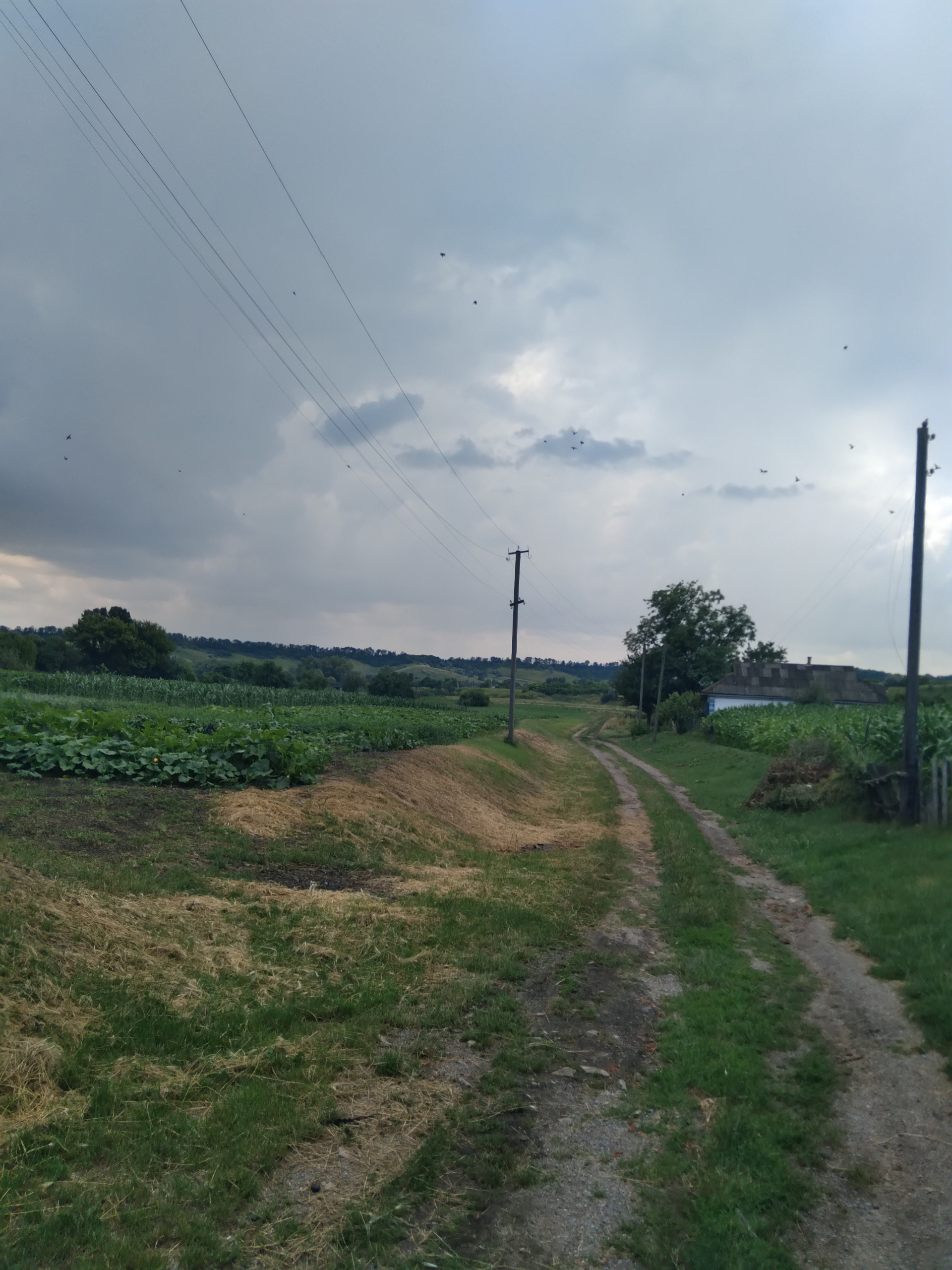
сільський пейзаж

У 1752–1764 роках тут існувала 16 рота новосербського Гусарського полку (кінного). Інші назви села: Некрасівський шанець, Мошарін, Дмитрівка, Мошорин (сербський аналог — Мошорин).
Станом на 1772 рік, у шанці Мошориному існувала дерев'яна однопрестольна Воздвиженська церква, священиком якої з 1771 року був Іоан Богданович. На той час в шанці нараховувався 121 двір. Церква підпорядковувалась Новомиргородському духовному Правлінню.

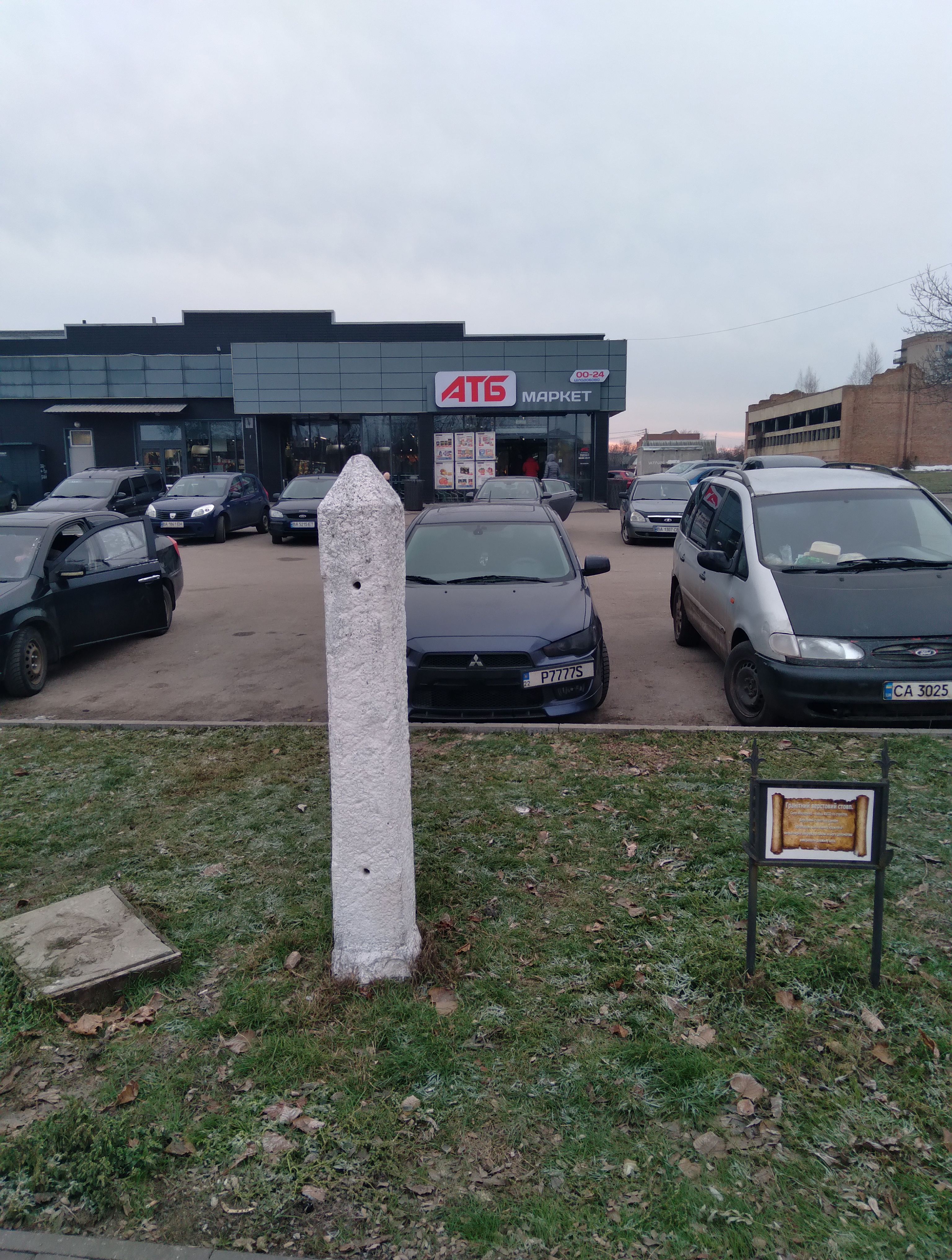
гранітний верстовий стовп XVIII століття знайдений у Мошориному (тепер знаходиться у Знам'янці)

Станом на 1886 рік, у селі, центрі Мошоринської волості Олександрійського повіту Херсонської губернії, мешкало 3359 осіб, налічувалось 536 дворових господарств, існували православна церква, школа та 9 лавок.
У другій половині XIX, після відміни кріпацтва, і на початку ХХ століття мешканці Мошориного часто одружувалися з мешканцями Денéдівки (у 1930х перейменована на Новоолександрівку).
За словами старожилів під час революції і радянсько-української війни вони бачили у селі двійника Леніна, описавши вождя як дещо "маненьке і гидкеньке".
У часи Голодомору-геноциду 1932-1933 загинуло щонайменше 26 жителів села . За спогадами місцевої жительки Олени Єрмоленко (1913-2002): «1933-го щодня коли йшла з роботи, бачила як коло дороги з колгоспу лежали люди : дорослі , старі , малі, у яких після здуття потріскалися животи , а з тріщин текла рідина».  
Під час окупації нацисти забороняли місцевим користуватися навіть криницями вважаючи людей за худобу. Відомою у Мошориному стала історія коли німці вривалися до хат у пошуках дітей для відправики остарбайтерами до Німеччини, під час одного з таких обшуків 7-ми річна дівчинка заховалася під піч а один з німців не помітив як наступивши випадково зламав їй висунуту з під печі долоню, дівчинка при спробі не закричати від болю втратила свідомість.
За спогадами Олени Єрмоленко (1913-2002) після боїв під час Другої світової війни «корови стояли по чрево у крові» (вся земля довкола була у крові загиблих солдат).
Також у селі народились три Герої Радянського Союзу - Михайло Маляренко, Федір Кобець та Олексій Кива.

## Населення
Згідно з переписом УРСР 1989 року чисельність наявного населення села становила 2284 особи, з яких 952 чоловіки та 1332 жінки.
За переписом населення України 2001 року в селі мешкало 2039 осіб.

### Мова
Розподіл населення за рідною мовою за даними перепису 2001 року:
| Мова       | Відсоток |
| ---------- | -------- |
| українська | 94,03 %  |
| російська  | 3,18 %   |
| молдовська | 1,52 %   |
| вірменська | 0,68 %   |
| білоруська | 0,39 %   |
| польська   | 0,05 %   |

## Символіка
Затверджена 26 вересня 2013 р. рішенням сесії сільської ради.

### Герб
У червоному полі срібна підкова, над нею — два срібні крила відділяють синю хвилясту (у три хвилі) вершину, на якій срібна 8-променева зірка; внизу — зелена база, завершена срібною ламаною (у три злами) вузькою балкою. Щит облямований золотим декоративним картушем і увінчаний золотою сільською короною.
Срібні крила у верхній частині щита представлені як алегоричне зображення Покрови Пресвятої Богородиці. Срібна восьмипроменева зірка, яка у Православ'ї ще називається зіркою Богородиці, є знаменням Божого провидіння та світлого майбутнього. Срібна підкова у червоному полі символізує козацьке минуле території села та військові поселення, до складу яких воно входило протягом понад 70-и років (Нова Сербія, Чорний гусарський полк, Південні військові поселення). Зелена ввігнута у формі трикутника база внизу щита відображає коріння села — Некрасівський байрак. Срібна ламана балка, що на двох верхніх зламах нагадує форму скель, означає річку Бешку, яка протікає територією села. Також ламана балка утворює стилізований сигль «М» — першу літеру назви села.

### Прапор
Квадратне полотнище розділене на п'ять горизонтальних смуг — зелену, білу, червону, білу та зелену (1:1:3:1:1), у центрі червоної смуги — біла підкова.

## Відомі люди
Уродженцями села є:

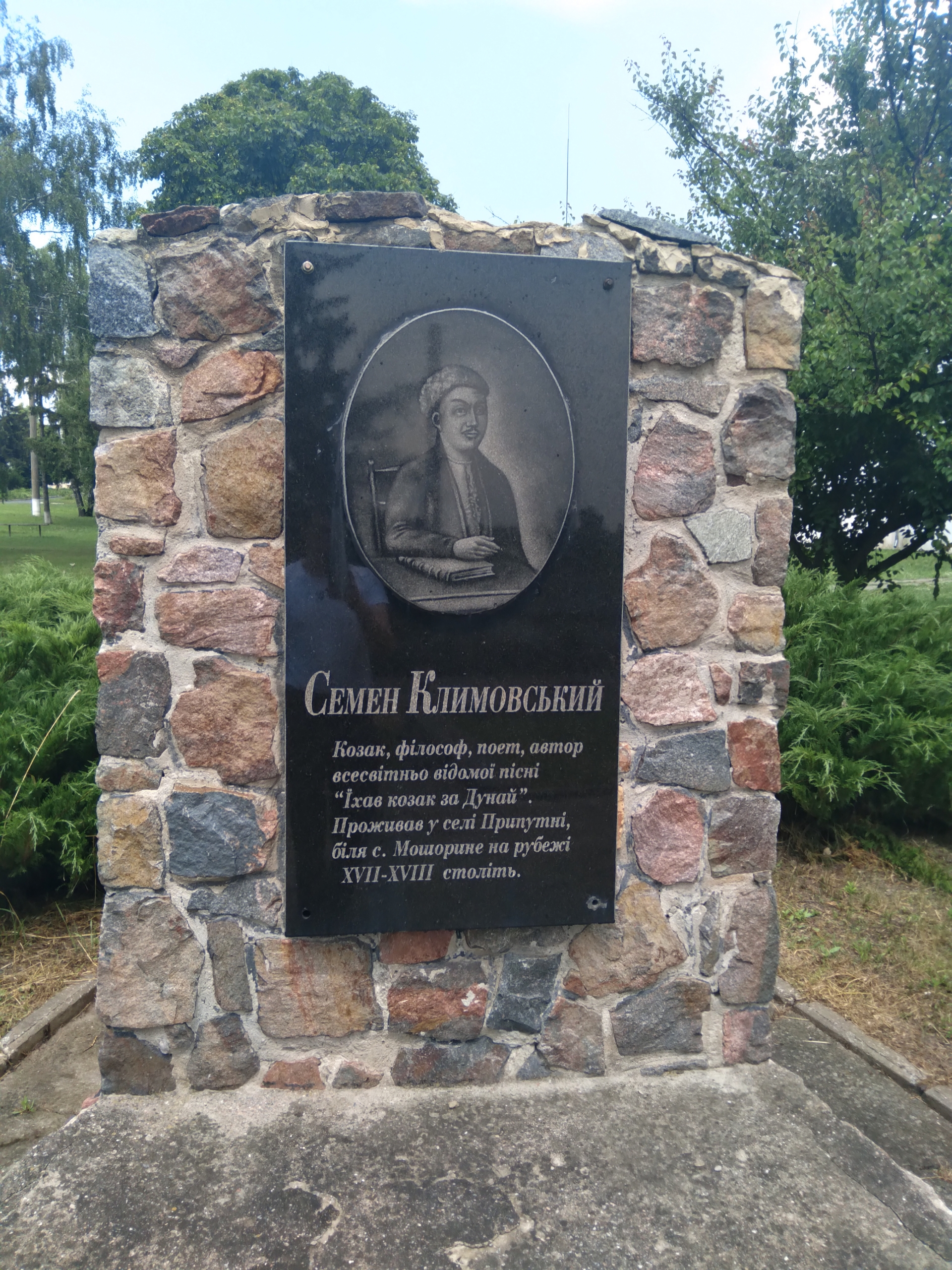
саме тут жив автор пісні "Їхав козак за Дунай" (село Припутні зникло через Голодомор і його територія була приєднана до села Мошорине)

- Айвазовська Раїса Олексіївна (* 1944) — членкиня національної спілки краєзнавців України, майстриня-вишивальниця.
- Кива Олексій Минович (1915—1945) — Герой Радянського Союзу.
- Кобець Федір Семенович (1913—1986) — Герой Радянського Союзу.
- Маляренко Михайло Софронович (1918—1985) — Герой Радянського Союзу.
- Шевченко Григорій Ілліч (1913—1979) — краєзнавець і музеєзнавець.
- Лукія Юхимівна Стаченко (1879-1973) — цивільна що під час Голодомору та нацистської окупації врятувала сотні життів.

## Галерея

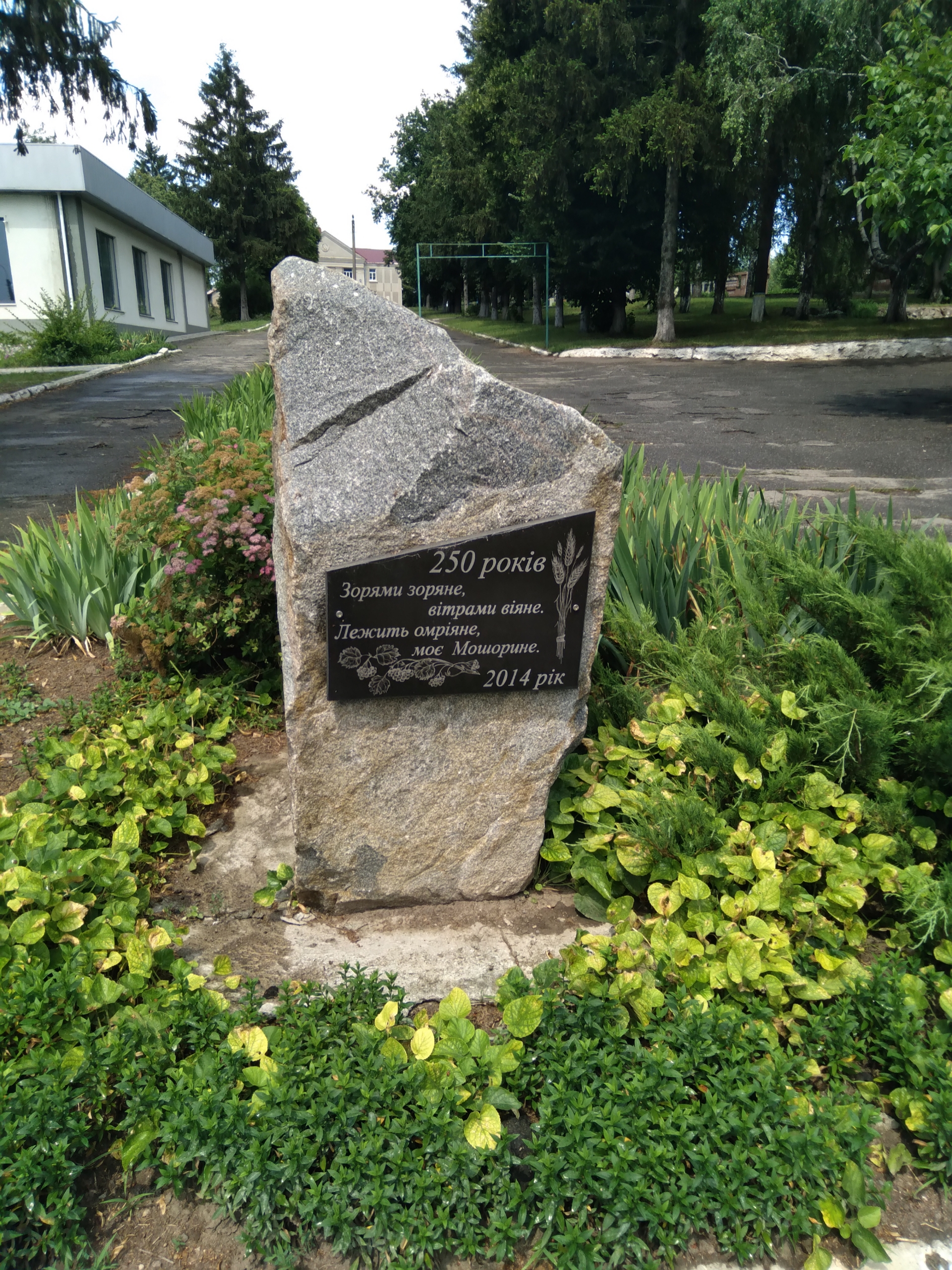
пам'ятник 250ти-річчу села
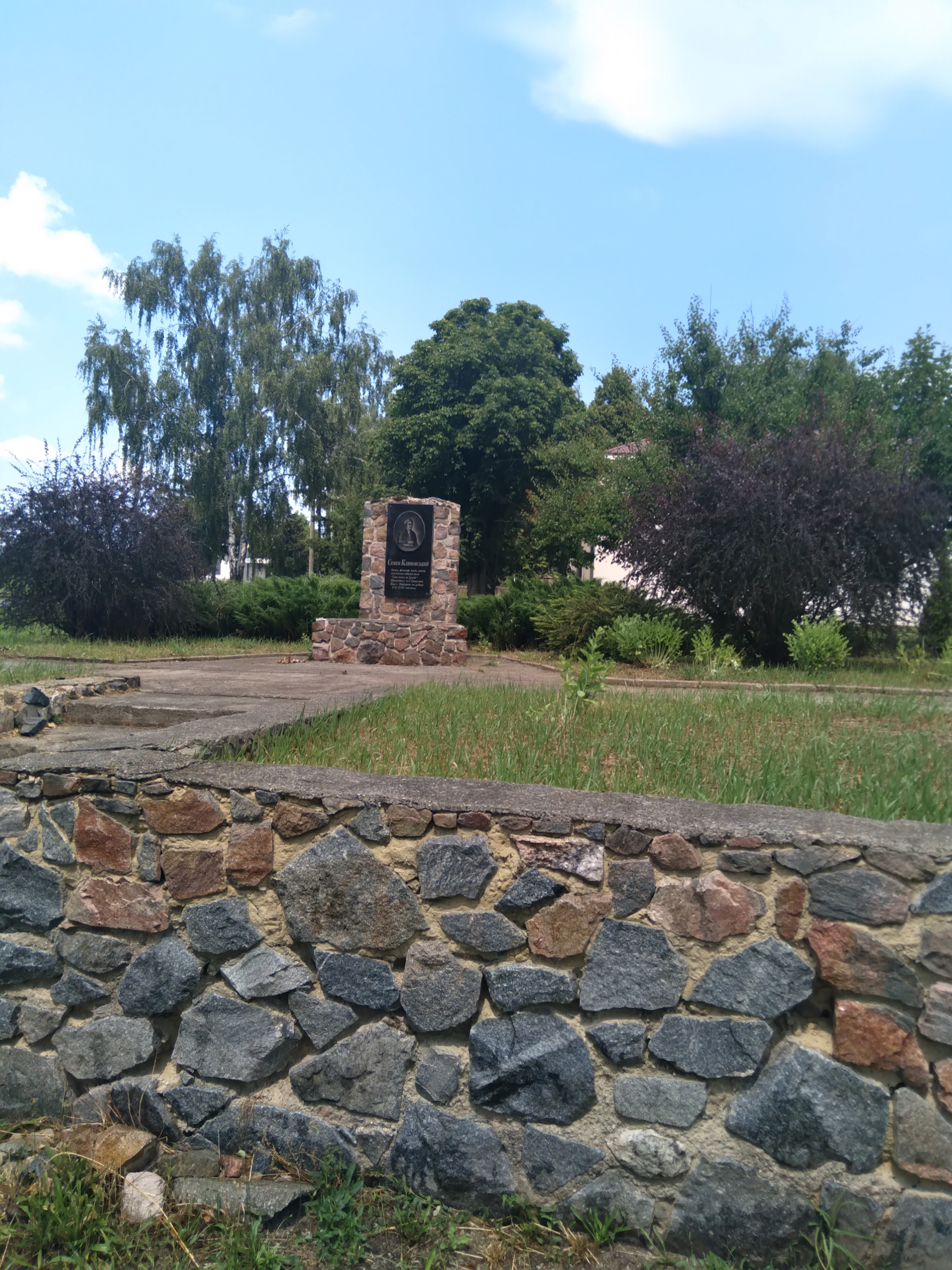
пам'ятник Семенові Климовському
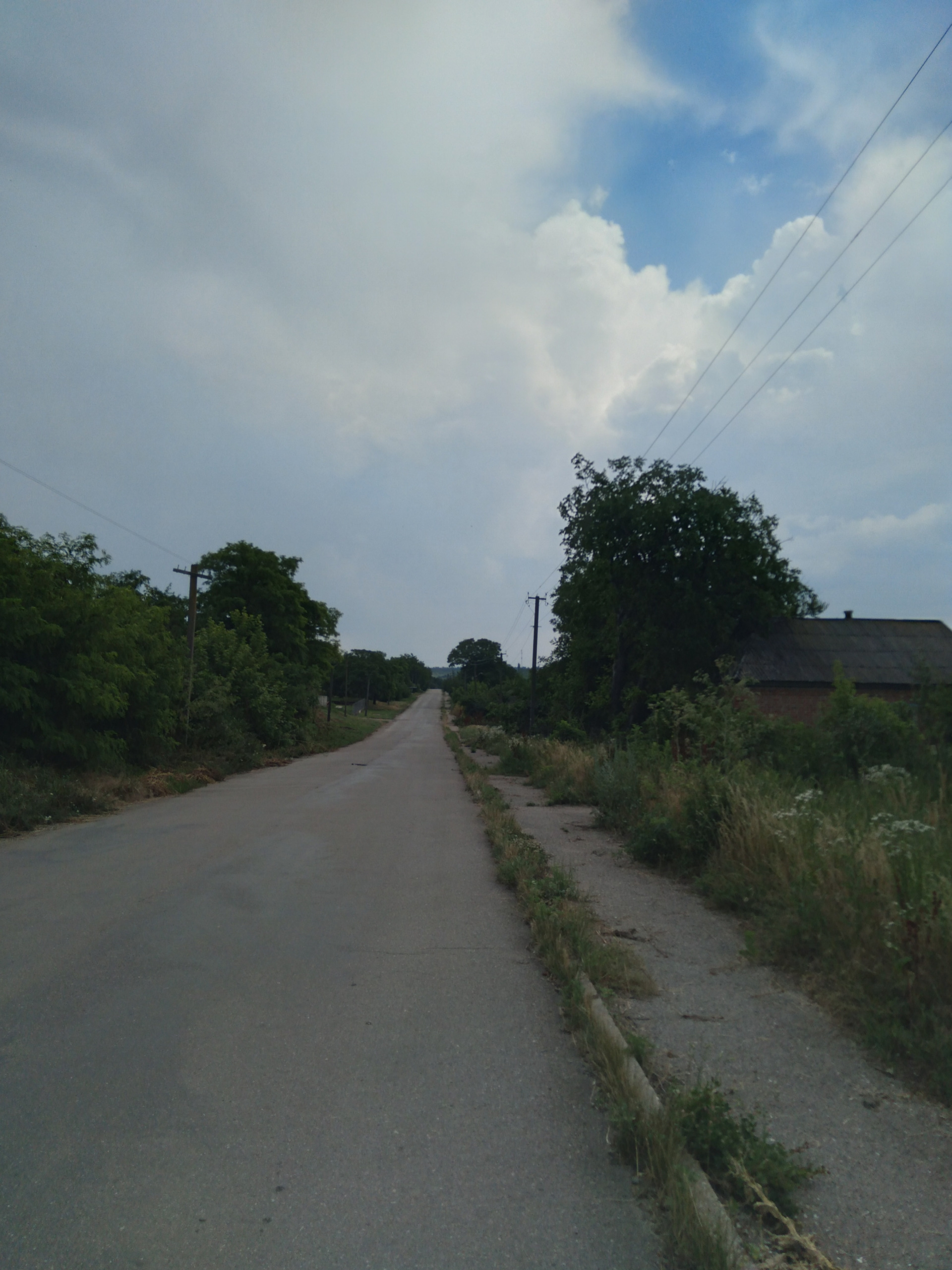
центральна вулиця
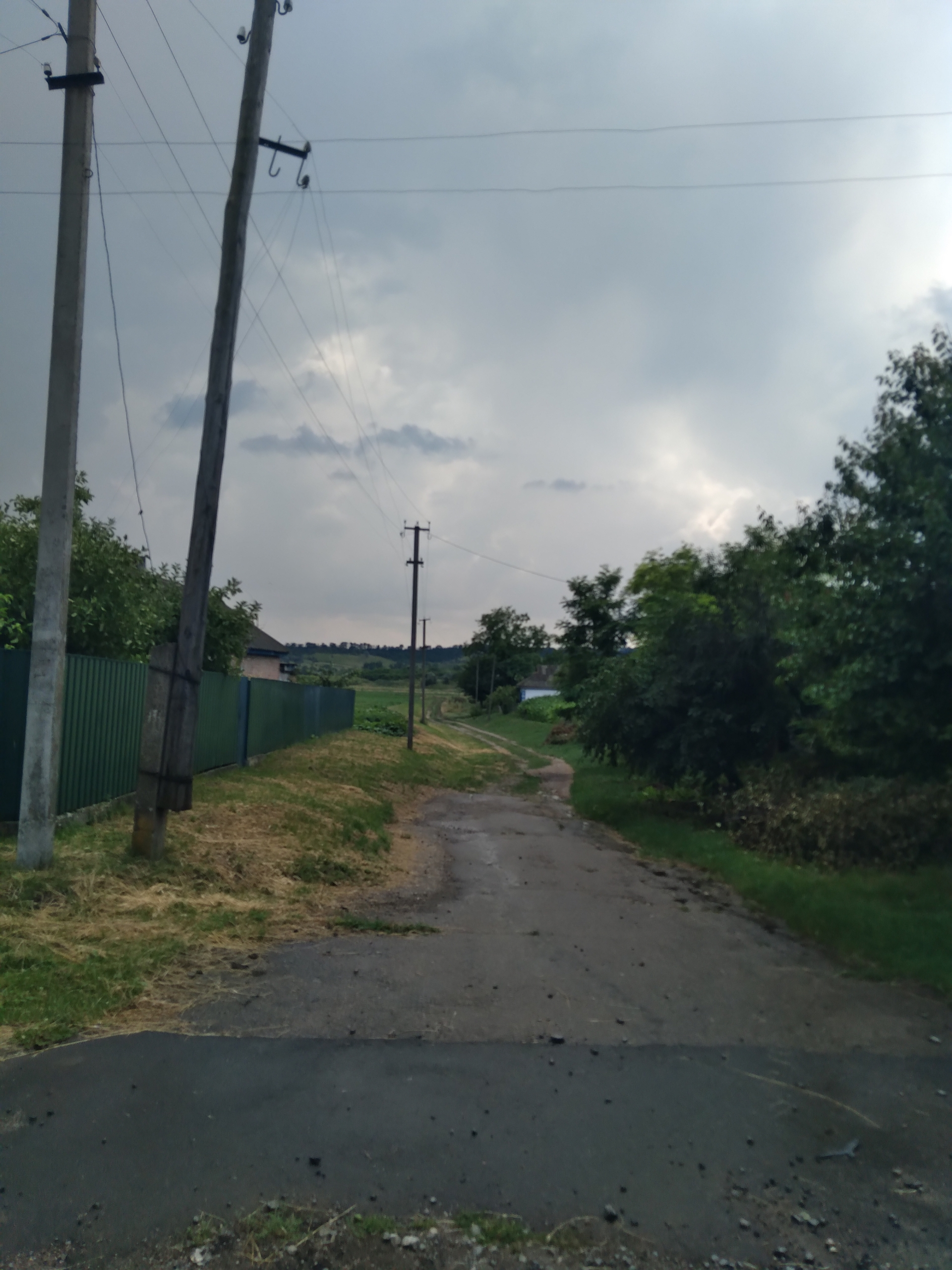
один з провулків
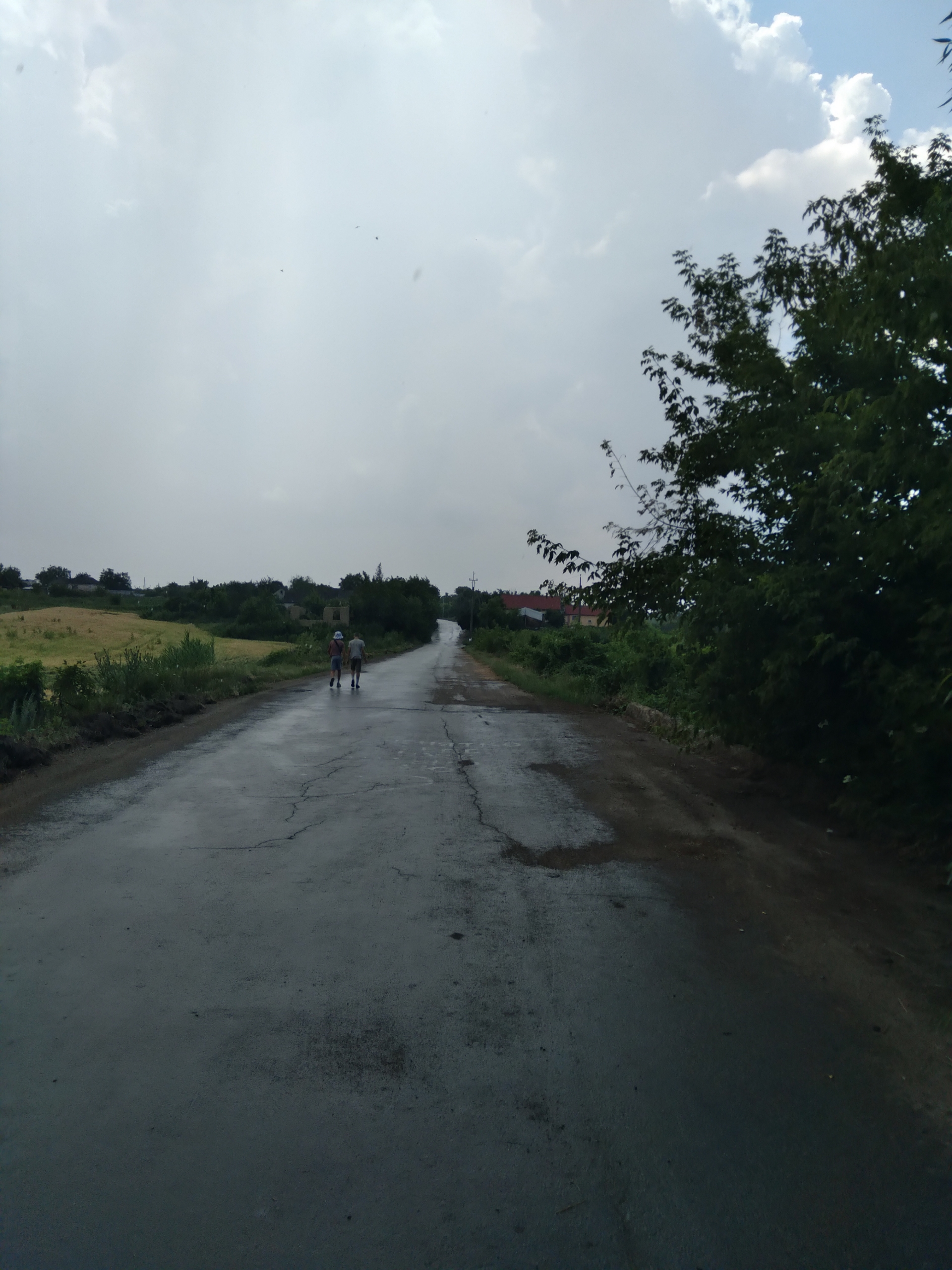
місток через річку Бешку
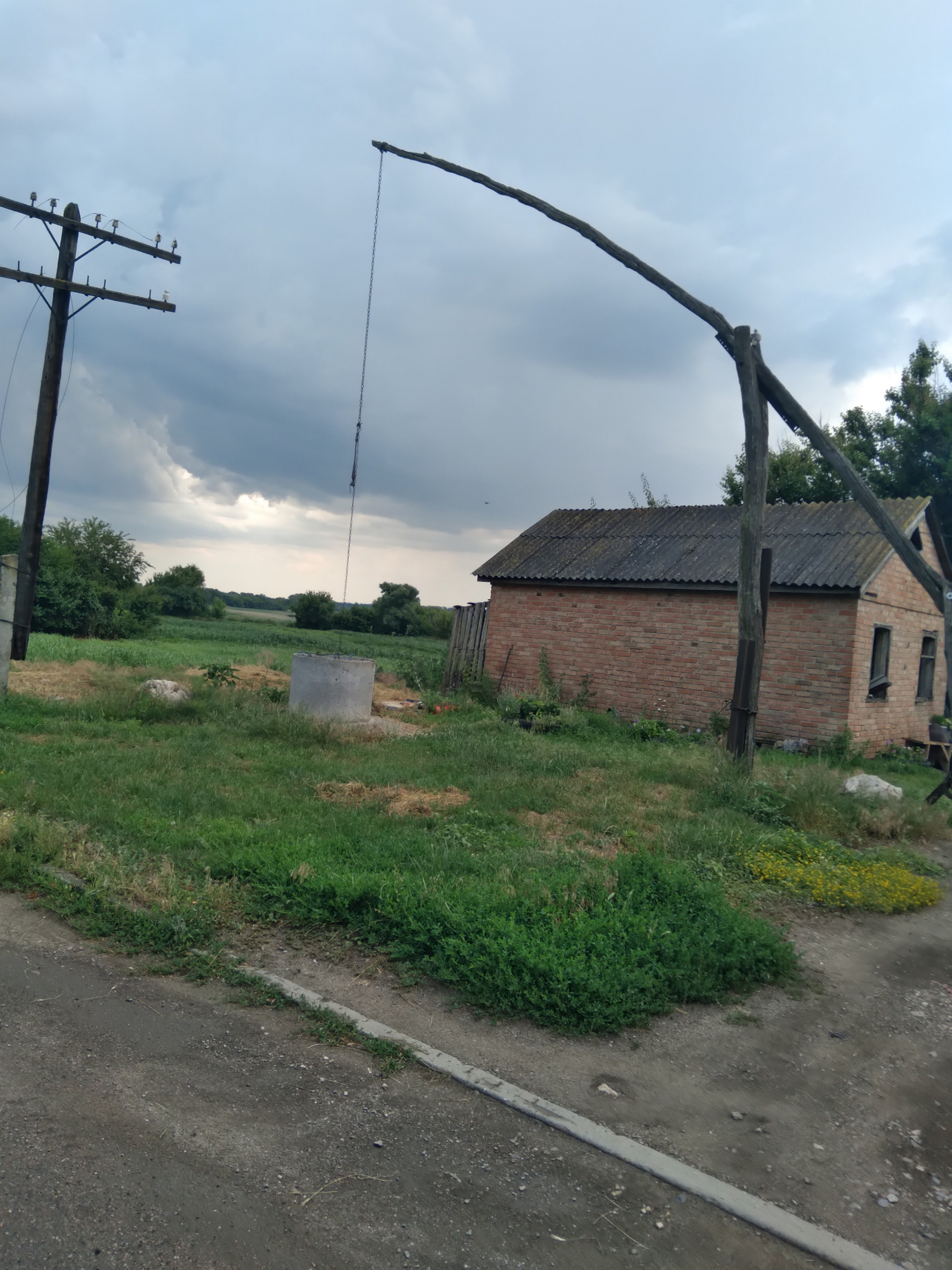
одна з криниць
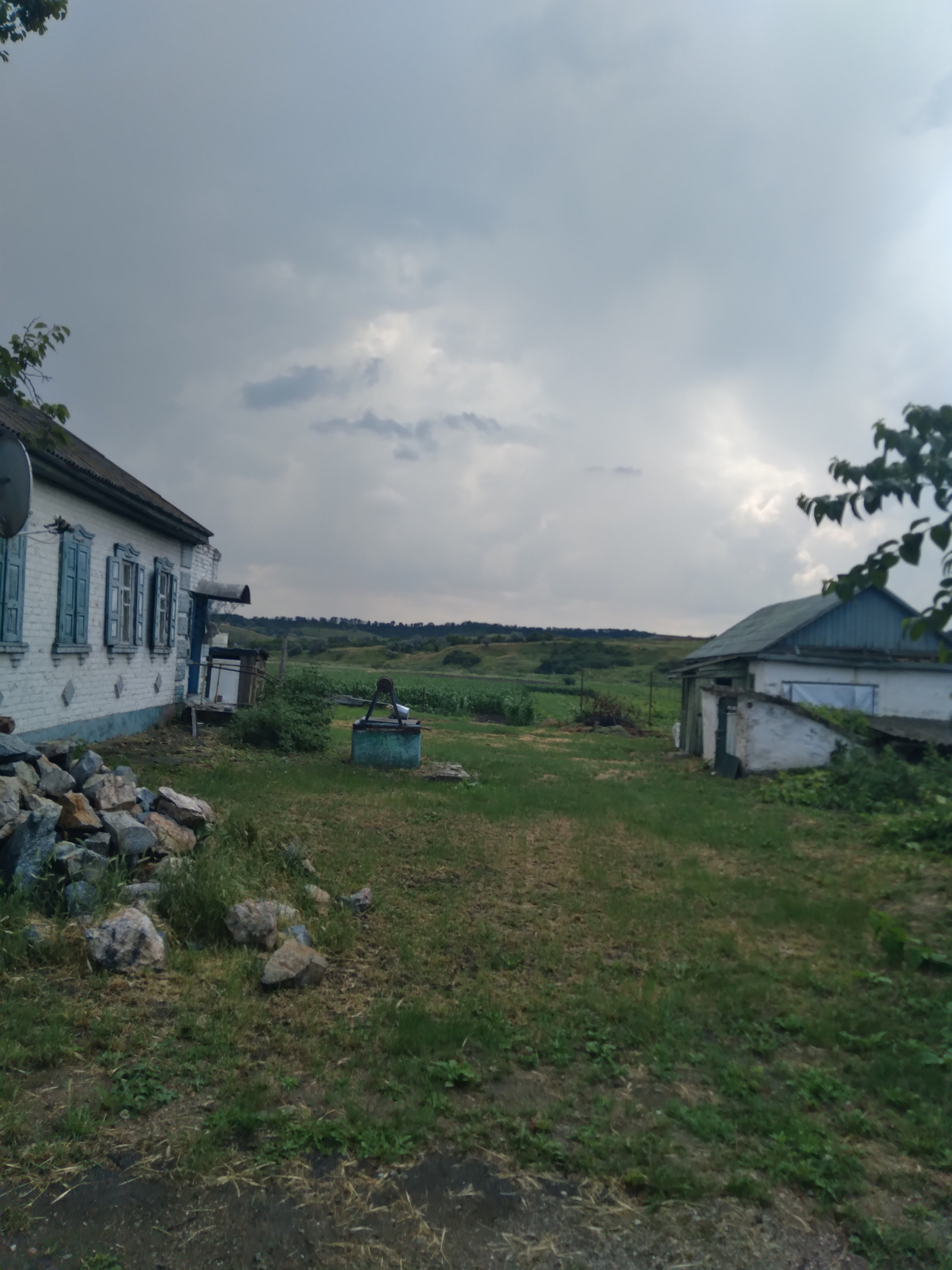
покинуте подвір'я
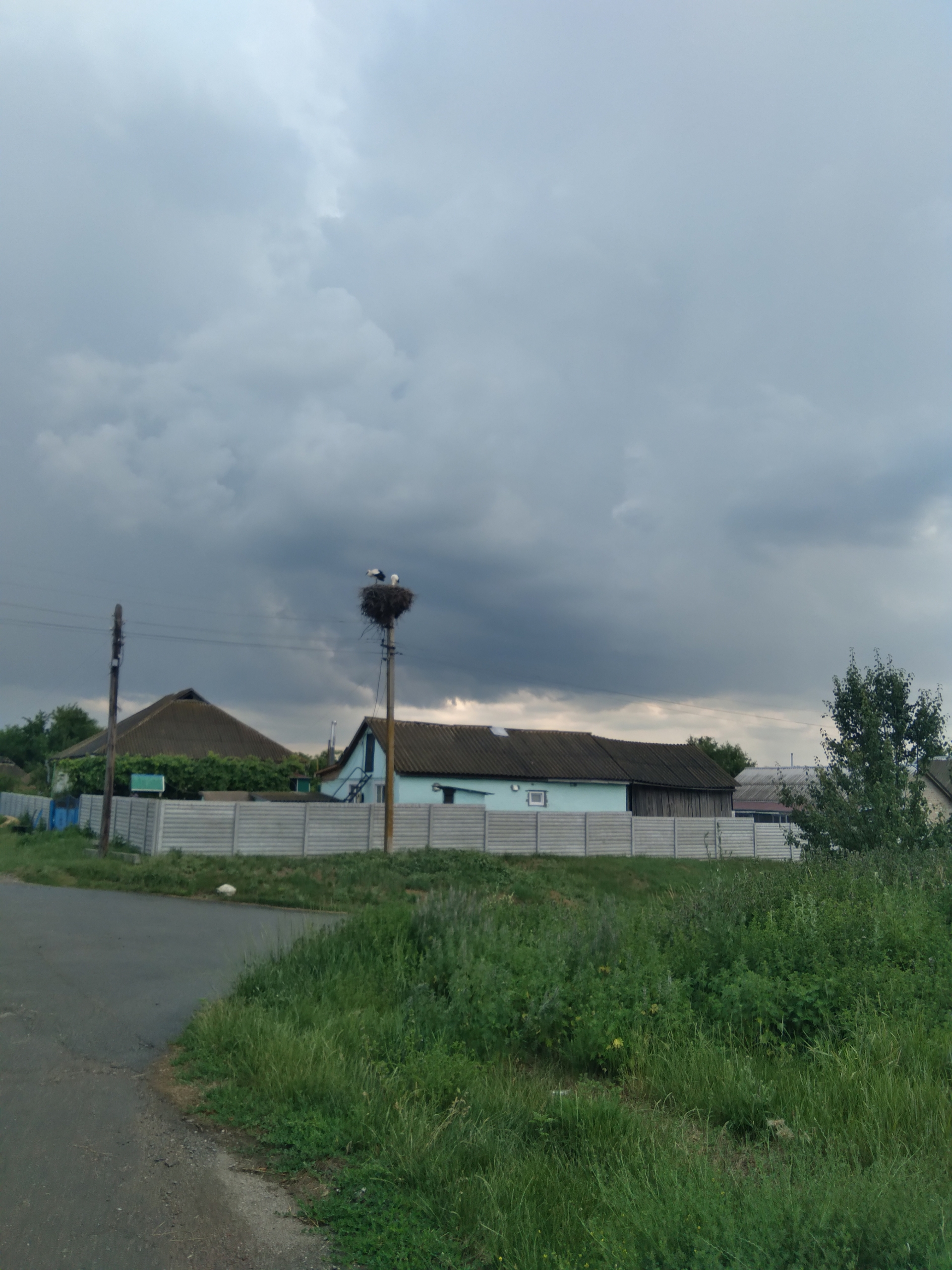
гніздо лелеки